# Vallejo
Vallejo város az USA Kalifornia államában, Solano megyében. Lakosainak száma 126 090 fő (2020. április 1.).

## Népesség
| Lakosok száma | 5987 | 115 942 | 126 090 |
|               | 1880 | 2010    | 2020    |